# Saint-Augustin (Pas-de-Calais)
Saint-Augustin – gmina we Francji, w regionie Hauts-de-France, w departamencie Pas-de-Calais. W 2013 roku liczba ludności wynosiła 781 mieszkańców.
Gmina została utworzona 1 stycznia 2016 roku z połączenia dwóch ówczesnych gmin: Clarques oraz Rebecques. Siedzibą gminy została miejscowość Rebecques.